# Оглангала
Оглангала (азерб. Oğlanqala — крепость мальчика) — городище, оборонительное сооружение и крепость в Азербайджане, относящееся к II—I тысячелетиям до н. э. Расположено на территории Нахичеванской Автономной Республики, в Шарурском районе, на берегу реки Арпа, на горе Гаратепе. Площадь приблизительно 40 га.

## Характеристики крепости

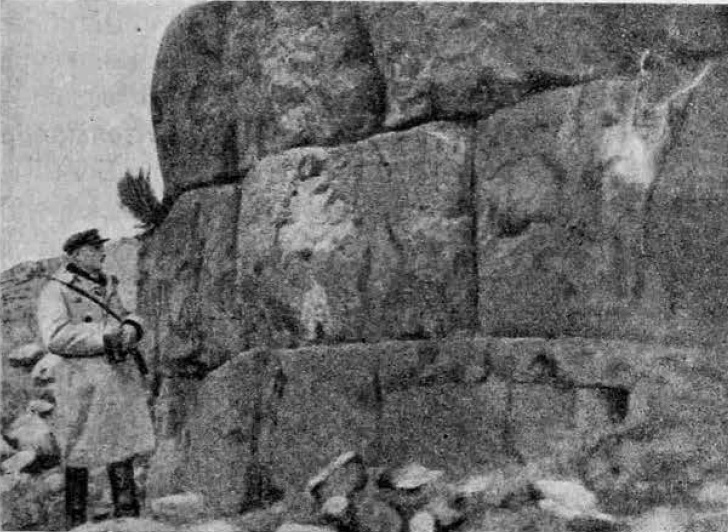
Оглан-кала в 1936 году. Остатки циклопической башни

Северные склоны горы обрывистые. Другие склоны окружены мощными оборонительными стенами. Длина стен 1,5—2,5 м, толщина — 1 м. Стены выполнены из грубо отесанных камней. В связи с этим часто относится к циклопическим сооружениям. В некоторых местах стен сохранилось 4 ряда камней. На юго-западе горы сохранились башневидные полукруглые строения. По характеру строения Оглангала похожа на горные крепости ассирийцев.
Обнаруженные на плоской площади в центре Оглангалы (площадь 70×100 м) остатки каменных колонн указывают на существование здесь некогда различных зданий. В некоторых местах площадь окружена стенами. В Оглангале найдены крупные кувшины, остатки окрашенной посуды и пр.

## Принадлежность крепости
Построенная в железном веке крепость Оглангала, по предположению американского археолога Райли Йенсен, была перестроена империей Ахеменидов в позднем железном веке и переделана в церемониальный центр с колонным залом.
Азербайджанский советский археолог Алескер Алекперов относит крепость Оглан-кала к урартским фортификационным сооружениям. Он отмечает, что своей кладкой она абсолютно схожа с урартской крепостью в Ване. По его мнению Оглан-кала это остатки города Арба. Азербайджано-американская команда, проводившая раскопки в Оглангала предполагала, что крепость принадлежала местному государственному образованию, существовавшему до Ахеменидов и автономного от Урарту. Согласно археологу и историку Роберто Дану данная информация, размещенная на сайте посвященным раскопкам, была направлена против циркулирующего в Армении мнения об урарстском происхождении крепости. Он отмечает что тщательный анализ представленных доказательств не исключает хорошо известного факта урартского происхождения крепости. Согласно ему техника кладки и манера строительства крепости схожа с другими аналогичными постройками которые рассматриваются как безусловно урартские. Сам же комплекс Оглангала, по его мнению, был важной пограничной урартской крепостью, и тринадцатой по величине в Урарту.
Профессор археологии Эрнст Стефан Кролл отмечает что древние крепости после перестройки использовались и позже. Так в конструкции Оглангалы Эрнст Кролл обнаруживает поздние фортификационные изменения схожие с аналогичными постройками эллинистической архитектуры в армянском селе Уйц и арцахском Тигранакерте. Согласно ему, ввиду того что новые архитектурные особенности сосредоточились в провинциях Хой, Маку, Маранд в Иране, а также в Нахичеване и собственно Армении, то эти перестроенные и повторно использованные старые урартские крепости (возможно не случайно расположенные на юго-восточных границах Армянского царства в эллинистический период), можно назвать раннеармянскими.